# جوليان غارسيا فالفيردي
جوليان غارسيا فالفيردي (بالإسبانية: Julián García Valverde )‏ (و. 1946  م) هو سياسي، وشخصية أعمال، واقتصادي إسباني، ولد في مدريد، هو عضوٌ في حزب العمال الاشتراكي الإسباني.